# L'enigma della pistola (raccolta)
L'enigma della pistola (Homicide Trinity) è un volume di Rex Stout che raccoglie tre romanzi brevi con protagonista Nero Wolfe, e pubblicato per la prima volta negli Stati Uniti nel 1962 presso Viking Press.

## Contenuto
- L'avvocato delle cause vinte (1962)
- L'enigma della pistola (1962)
- Dollari matti (1961)

## Edizione in italiano
- Rex Stout, 12: L'avvocato delle cause vinte, L'enigma della pistola, Dollari matti, Trad. di Laura Grimaldi, Hilia Brinis. A. Mondadori, Milano 1984; (Fa parte di I romanzi brevi di Rex Stout, a cura di Gian Franco Orsi; Variante del titolo Nero Wolf in L'enigma della pistola. (Titolo in copertina).